# 朝日屋 (大阪府)
朝日屋（あさひや）は、かつて大阪府に存在した玩具・模型メーカーの屋号。正式名称は朝日科学玩具工場（あさひかがくがんぐこうじょう）。明治40年ごろ創業、昭和20年代にかけて科学玩具や模型を製造販売した。
日本の模型業界の黎明期を支えた会社である。また、雑誌『科学と模型』の発行など出版事業も行っていた。

## 概要
電動モーターや蒸気機関で動く船舶模型、50mmゲージ・35mmゲージおよびOゲージの鉄道模型、模型船舶・機関車用蒸気エンジンや模型用モーターなどの部品類も製造していた。
製品の販売網は、関西一円の直営店のほか日本全国各地に特約店を持ち、1931年時点で直販店が11店、チェーンストア式特約店が70店あった。
模型製品は、外観は実物に忠実というよりティンプレート的な物が多く、構造は実物同様の原理で作動させることに重点を置き、価格帯は高額であった。
雑誌『科学と模型』の執筆者は、いずれも当時の産業界で活躍していた人物で、掲載記事は工学理論に裏付けされたものであった。『科学と模型』誌上では、日露戦争で日本海軍が使用したマルコーニ社製の無線機と同じ原理で作動する火花送信機とコヒーラ検波器を使用した無線操縦（ラジコン）の製作記事が1937年（昭和12年）に掲載されていた。また、欧米起源のOゲージよりも国産の35mmゲージを積極的に推奨する記事があった。
1945年3月の大阪大空襲で本社社屋が焼失、資料や参考品、機材、社員などを失い窮乏状態が続いた。第二次世界大戦後は、縮尺1/50、軌間22mmの日本型Sゲージを提案し販売するが振るわず、のちに経営者は模型業界を離れ、故郷の徳島県で遊園地経営を始めたという。また勤めていた人が昭和20年代にOゲージの「阪井模型」を始めている。